# Njongo Priso
Njongo Lobe Priso Doding o simplemente Njongo Priso (Yaundé, 24 de diciembre de 1988) es un futbolista profesional camerunés. Actualmente juega en el Pembroke Athleta FC de la Primera División de Malta.

## Clubes
| Club                 | País     | Año           |
| -------------------- | -------- | ------------- |
| Fovu Baham           | Camerún  | 2006 - 2007   |
| Msida                | Malta    | 2007 - 2008   |
| Valletta             | Malta    | 2008 - 2010   |
| AEK Larnaca          | Chipre   | 2010 - 2012   |
| CSKA Sofía           | Bulgaria | 2012 - 2013   |
| FC Petrolul Ploiești | Rumania  | 2013-2015     |
| Győri ETO            | Hungría  | 2015          |
| Valletta F.C         | Malta    | 2016          |
| Sliema Wanderers     | Malta    | 2016          |
| Ermis Aradippou      | Chipre   | 2017          |
| Mosta                | Malta    | 2017          |
| Pembroke Athleta FC  | Malta    | 2017-presente |